# Омиш
Омиш (итал. и лат. Almissa) је град у Хрватској, у Сплитско-далматинској жупанији.

## Географски положај
Налази се у Далмацији на ушћу ријеке Цетине у Јадранско море.

## Историја
Подручје Јадранске обале, прво насељавају Илири око 1000. п. н. е., да би после њих дошли Грци око 400. п. н. е. који оснивају колоније на обали и оближњим острвима. Након њих Римско царство ступа на власт 34. п. н. е.  У античком периоду насеље Омиш се вероватно налазило у засеоку Баучићима гдје је пронађено много античких проналазака (рељефа, натписа, надгробних споменика, свјетиљки, новца итд.). Најважнији споменици, који се данас чувају у Градском музеју, су налази камених римских натписа. Из текста се закључује да су уклесани за време владавине римских царева Тиберија и Клаудија, а највјероватније су били намијењени некој јавној згради, споменику или путу, што говори о важности насеља у којем су грађени.
Омиш се први пут спомиње у историји под именом Онеум (лат. Onaeum), који замире почетком 7. века. С обзиром на позицију Омиша, као важне везе унутрашњости с копном, то није било дугог века. Историјско средиште тадашњег Омиша је било смештено на источној обали ријеке Цетине (име ријеке Цетине потиче од фригијске речи Зетна — врата, и тиме описујући ушће Цетине у море).
Омишани су били познати гусари и редовно су нападали и угрожавале Млечане и њихове трговачке интересе. Током периода хрватске средњовековне државе, Омиш није био у њеном саставу. Под власт хрватског владара потпада први пут 1290. године, након чега много Омишани напуштају своје куће. Бан Павле I Шубић је покренуо процес хрватизације и католизације Омишана. Након 100 година хрватке власти, сви трагови српског народа и православне вере су нестали и Омишани су престали да гусаре, дижу устанке и буне.
Омиш је 1838. године мали градић опасан зидом, у којем живи 786 душа у 154 дома.
До територијалне реорганизације у данашњој Хрватској налазио се у саставу старе општине Омиш.

## Становништво
На попису становништва 2011. године, град Омиш је имао 14.936 становника, од чега у самом Омишу 6.462.

### Град Омиш
| Број становника по пописима | Број становника по пописима | Број становника по пописима | Број становника по пописима | Број становника по пописима | Број становника по пописима | Број становника по пописима | Број становника по пописима | Број становника по пописима | Број становника по пописима | Број становника по пописима | Број становника по пописима | Број становника по пописима | Број становника по пописима | Број становника по пописима | Број становника по пописима |
| --------------------------- | --------------------------- | --------------------------- | --------------------------- | --------------------------- | --------------------------- | --------------------------- | --------------------------- | --------------------------- | --------------------------- | --------------------------- | --------------------------- | --------------------------- | --------------------------- | --------------------------- | --------------------------- |
| 1857.                       | 1869.                       | 1880.                       | 1890.                       | 1900.                       | 1910.                       | 1921.                       | 1931.                       | 1948.                       | 1953.                       | 1961.                       | 1971.                       | 1981.                       | 1991.                       | 2001.                       | 2011                        |
| 8.153                       | 9.255                       | 10.038                      | 11.212                      | 12.788                      | 13.791                      | 14.283                      | 15.344                      | 15.122                      | 15.094                      | 17.637                      | 15.880                      | 15.056                      | 15.630                      | 15.472                      | 14.936                      |

Напомена: Настао из старе општине Омиш. У 1991. садржи део података за општину Дуги Рат.

### Омиш (насељено место)
| Број становника по пописима | Број становника по пописима | Број становника по пописима | Број становника по пописима | Број становника по пописима | Број становника по пописима | Број становника по пописима | Број становника по пописима | Број становника по пописима | Број становника по пописима | Број становника по пописима | Број становника по пописима | Број становника по пописима | Број становника по пописима | Број становника по пописима | Број становника по пописима |
| --------------------------- | --------------------------- | --------------------------- | --------------------------- | --------------------------- | --------------------------- | --------------------------- | --------------------------- | --------------------------- | --------------------------- | --------------------------- | --------------------------- | --------------------------- | --------------------------- | --------------------------- | --------------------------- |
| 1857.                       | 1869.                       | 1880.                       | 1890.                       | 1900.                       | 1910.                       | 1921.                       | 1931.                       | 1948.                       | 1953.                       | 1961.                       | 1971.                       | 1981.                       | 1991.                       | 2001.                       | 2011                        |
| 575                         | 821                         | 771                         | 851                         | 936                         | 1.014                       | 1.439                       | 1.854                       | 1.506                       | 1.651                       | 2.408                       | 3.731                       | 4.800                       | 6.079                       | 6.565                       | 6.462                       |

Напомена: У 1991. повећано припајањем насеља Равнице које је престало да постоји. За то бивше насеље садржи податке од 1857. до 1981. У 1991. такође повећано за део подручја насеља Дуће (општина Дуги Рат). У 1857, 1869, 1921. и 1931. садржи податке за насеља Борак и Станићи.

### Попис 1991.
На попису становништва 1991. године, насељено место Омиш је имало 6.079 становника, следећег националног састава:
| Попис 1991.‍   | Попис 1991.‍  | Попис 1991.‍ | Попис 1991.‍ | Попис 1991.‍ |
| ------------- | ------------ | ----------- | ----------- | ----------- |
|               |              |             |             |             |
| Хрвати        | Хрвати       |             | 5.777       | 95,03%      |
| Срби          | Срби         |             | 60          | 0,98%       |
| Југословени   | Југословени  |             | 35          | 0,57%       |
| Муслимани     | Муслимани    |             | 28          | 0,46%       |
| Албанци       | Албанци      |             | 24          | 0,39%       |
| Македонци     | Македонци    |             | 14          | 0,23%       |
| Мађари        | Мађари       |             | 11          | 0,18%       |
| Словенци      | Словенци     |             | 10          | 0,16%       |
| Црногорци     | Црногорци    |             | 7           | 0,11%       |
| Италијани     | Италијани    |             | 3           | 0,04%       |
| Немци         | Немци        |             | 3           | 0,04%       |
| Аустријанци   | Аустријанци  |             | 2           | 0,03%       |
| Пољаци        | Пољаци       |             | 1           | 0,01%       |
| Румуни        | Румуни       |             | 1           | 0,01%       |
| Чеси          | Чеси         |             | 1           | 0,01%       |
| остали        | остали       |             | 1           | 0,01%       |
| неопредељени  | неопредељени |             | 46          | 0,75%       |
| регион. опр.  | регион. опр. |             | 34          | 0,55%       |
| непознато     | непознато    |             | 21          | 0,34%       |
| укупно: 6.079 |              |             |             |             |

## Партнерски градови
- Рјазањ
- Диксмуиде
- Загорје об Сави
- Хавиржов
- Сан Феличе дел Молизе
- Бол
- Непомук